# Карнаубский воск

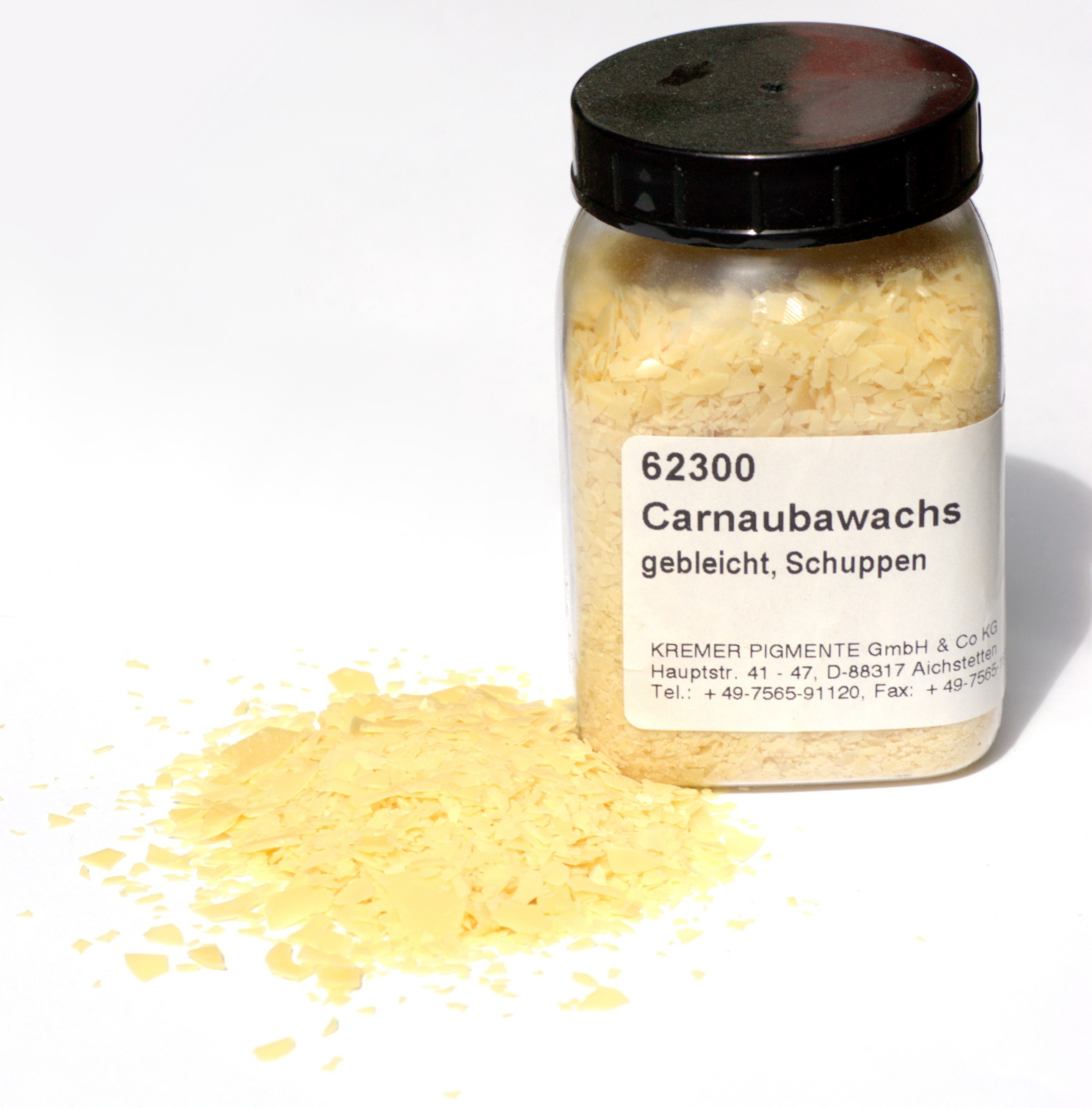
Карнаубский воск

Карнаубский воск (бразильский воск, пальмовый воск) — воск из листьев пальмы Copernicia cerifera, произрастающей в северо-восточных штатах Бразилии Пиауи, Сеара и Риу-Гранди-ду-Норти. Зарегистрирован в качестве пищевой добавки Е903.
Воск обычно поставляется в виде твёрдых жёлто-бурых хлопьев.

## Состав
По своему составу карнаубский воск состоит преимущественно из алифатических сложных эфиров (40% по массе), диэфиров 4-гидроксикоричной кислоты (21.0% по массе), ω-гидроксикарбоновых кислот (13.0% по массе) и жирных спиртов (12% по массе). Компоненты карнаубского воска являются преимущественно производными жирных кислот и спиртов с числом атомов углерода от 26 до 30 (C26-C30). Отличительной особенностью данного воска является высокое содержание диэфиров и метоксикоричных кислот .
Карнаубский воск содержит в основном сложные эфиры триаконтанола, тетракозановой и гексакозановой кислот и некоторых др. жирных кислот (80—85 %), жирные спирты (10—16 %), кислоты (3—6 %) и углеводороды (1—3 %) .
В продаже карнаубский воск представлен в нескольких степенях очистки, которые маркируются T1, T3 и T4 в зависимости от степени очистки. Очистка природного воска производится путём фильтрации, центрифугирования и отбеливания.

## Применение
Карнаубский воск — самый твёрдый и тугоплавкий (температура плавления +83…+91 °С) из восков растительного и животного происхождения. Он не токсичен, поэтому широко применяется для создания глянцевых покрытий в автомобильном воске, лаке для обуви, зубных нитях, пищевых продуктах, таких как конфеты, яблоки (которые выглядят как отполированные), средствах для полировки, воске и лаке для деревянного пола и мебели и др. Он является основным ингредиентом в сочетании с кокосовым маслом в воске для серфинга. Из-за своих гипоаллергенных и смягчающих свойств, а также своего блеска, карнаубский воск применяется в качестве ингредиента для многих косметических составов, где он используется в качестве загустителя в губной помаде, подводке для глаз, туши, тенях, различных препаратах по уходу за кожей и волосами и т. д. Также используется в медицине для покрытия лекарственных препаратов в форме таблеток.

## Импорт
Карнаубский воск широко используется в автомобильной и судостроительной промышленности в качестве основного ингредиента защитного покрытия. Именно поэтому его основными импортерами стали страны, где развита автомобильная и судостроительная промышленность:
- США (25 %)
- Япония (15—25 %)
- Германия (10—15 %)
- Нидерланды (5 %)
- Италия (5 %)
- Другие страны (18%)[2]